# ADV Films
ADV Films è il braccio di video pubblicazione domestica di A.D. Vision con sede a Houston, Texas (USA) specializzata in pubblicazione di video anime e tokusatsu.
La società distribuisce anime sia in Nord America che in Europa.
Fondata nel 1992 da John Ledford e Matt Greenfield, 
nel 1996 ha aperto una filiale nel Regno Unito.